# قطب

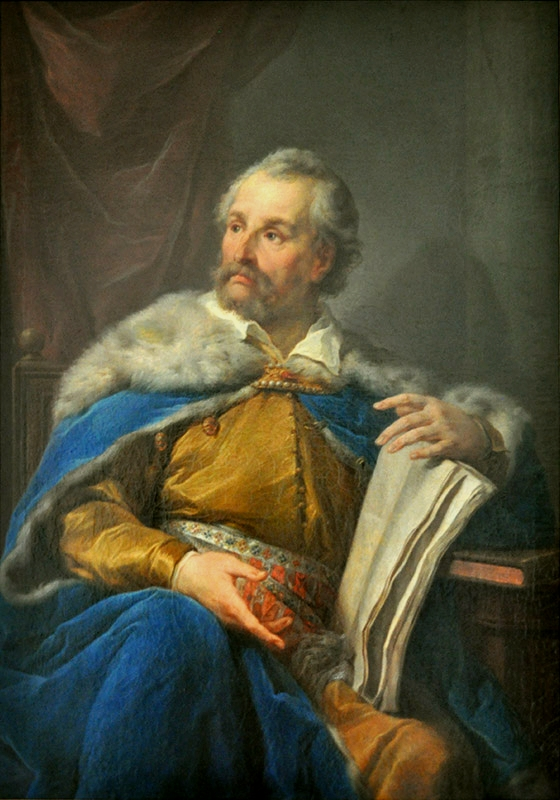
جان زامويسكي، قطب بولندي مهم في القرن السادس عشر

قطب، من الكلمة اللاتينية magnas وتعني رجل عظيم، هو رجل نبيل أو رجل في موقع اجتماعي عالٍ، بالميلاد، أو الثروة، أو غيرها من الصفات. بالإشارة إلى العصور الوسطى، غالبًا ما يتم استخدام المصطلح للتمييز بين ملاك الأراضي وأمراء الحرب الأعلى مثل الكونت وإيرل والدوق والامير، وفي بولندا لأغنى زلاتشتا.

## إنكلترا
في إنجلترا، مرت طبقة الأقطاب بتغيير في العصور الوسطى المتأخرة. كانت تتألف في السابق من جميع المستأجرين الرئيسيين للتاج، وهي مجموعة تضم أكثر من مائة عائلة. أدى ظهور البرلمان إلى إنشاء هيئة برلمانية نالت استدعاءات شخصية، ونادراً ما كانت تضم أكثر من ستين عائلة. فئة مماثلة في العالم الغالي كانت Flatha. في العصور الوسطى، كان الأسقف يحتفظ أحيانًا بالأرض باعتباره قطبًا، حيث يجمع إيرادات القصر ورسوم الفرسان المرتبطة به.  

## هنغاريا
تم تطبيق المصطلح على وجه التحديد على أعضاء (المجلس المكافئ لأقرانهم البريطانيين) في مجلس الأعيان في مملكة المجر الرسولية.

## إسبانيا
في إسبانيا، منذ أواخر العصور الوسطى، تحمل الطبقة العليا من طبقة النبلاء تسمية غراندي في إسبانيا.